# Балти (народ)
Балти су народ тибетанског порекла који претежно живи у Пакистану, то јест у аутономној покрајини Гилгит-Балтистан, где чини око 28% становништва и у њему представља други народ по бројности, после народа Шина (60%). Осим у Гилгит-Балтистану, Балти живе и у региону Каргил у Индији, као и у већим градовима Лахоре, Карачи и Исламабад у Пакистану.

## Језик
Балти језик припада сино-тибетанској породици језика. Неки лингвисти сматрају да је балти језик дијалекат Ладахи језика, док други лингвисти сматрају да је он његов сестрински језик.

## Религија
Кроз историју, Балти су практиковали религију Бон и тибетански будизам. Ислам је у Балтистан стигао преко шиитских мисионара као што је Амир Кабир Сијед али Хамадани у 15. веку, и убрзо ислам је постао доминантна религија. Балти и дан данас чувају многе обичаје предисламског Бона и ламаистичке ритуале, што их чини посебним у Пакистану. Свастика (Јунг друнг) је на узбудљив начин размотрена и уклесана је на дрвету која се може видети у историјским џамијама и текијама. Показивање поштовања према боговима религије Бон обично се врши у сеоским ритуалима.
У данашње време Балти су 60% шиити, 30% нурбакшиа муслимани а 10% су сунити.
Балти Бони и Будисти углавном живе у долини Карманг и у Западном Каргилу и процењује се да их има око 3000.

## Популација
Број Балта је тешко установити - помињу се бројке од 250.000 до 300.000. Према попису из 1998. године, у Пакистану их је било око 250.000, док их је око 52.000 живело у Индији.